# Iván Chapela
Iván Chapela López (Chiclana de la Frontera, 21 maggio 1999) è un calciatore spagnolo, attaccante del Burgos.

## Carriera

### Club
Cresciuto nel settore giovanile del Valencia e del Malaga, nel 2018 viene acquistato dal Cadice che lo aggrega alla propria squadra B. Il 2 ottobre 2021 debutta in prima squadra in occasione dell'incontro di Primera División pareggiato 0-0 contro il Valencia.

### Nazionale
Ha giocato nella nazionale spagnola Under-17.

## Statistiche

### Presenze e reti nei club
Statistiche aggiornate al 20 novembre 2021.
| Stagione        | Squadra         | Campionato      | Campionato | Campionato | Coppe nazionali | Coppe nazionali | Coppe nazionali | Coppe continentali | Coppe continentali | Coppe continentali | Altre coppe | Altre coppe | Altre coppe | Totale | Totale |
| Stagione        | Squadra         | Comp            | Pres       | Reti       | Comp            | Pres            | Reti            | Comp               | Pres               | Reti               | Comp        | Pres        | Reti        | Pres   | Reti   |
| --------------- | --------------- | --------------- | ---------- | ---------- | --------------- | --------------- | --------------- | ------------------ | ------------------ | ------------------ | ----------- | ----------- | ----------- | ------ | ------ |
| 2017-2018       | Malaga B        | TD              | 1          | 0          |                 | -               | -               |                    | -                  | -                  |             | -           | -           | 1      | 0      |
| 2018-2019       | Cadice B        | TD              | 35         | 4          |                 | -               | -               |                    | -                  | -                  |             | -           | -           | 35     | 4      |
| 2019-2020       | Cadice B        | SDB             | 6          | 1          |                 | -               | -               |                    | -                  | -                  |             | -           | -           | 6      | 1      |
| 2020-2021       | Cadice B        | SDB             | 23         | 3          |                 | -               | -               |                    | -                  | -                  |             | -           | -           | 23     | 3      |
| 2021-2022       | Cadice B        | SDB             | 4          | 0          |                 | -               | -               |                    | -                  | -                  |             | -           | -           | 4      | 0      |
| 2021-2022       | Cadice          | PD              | 5          | 0          | CR              | 0               | 0               |                    | -                  | -                  |             | -           | -           | 5      | 0      |
| Totale carriera | Totale carriera | Totale carriera | 85         | 8          |                 | 0               | 0               |                    | -                  | -                  |             | -           | -           | 85     | 8      |